# Sjögestads socken
Sjögestads socken i Östergötland ingick i Valkebo härad, ingår sedan 1971 i Linköpings kommun och motsvarar från 2016 Sjögestads distrikt.
Socknens areal är 19,99 kvadratkilometer land. År 2000 fanns här 759 invånare. Tätorten Sjögestad med sockenkyrkan Sjögestads kyrka ligger i socknen. 

## Administrativ historik
Sjögestads socken har medeltida ursprung.
Vid kommunreformen 1862 övergick socknens ansvar för de kyrkliga frågorna till Sjögestads församling och för de borgerliga frågorna till Sjögestads landskommun. Landskommunen inkorporerades 1952 i Norra Valkebo landskommun och ingår sedan 1971 i Linköpings kommun.  Församlingen uppgick 2006 i Vikingstads församling.
1 januari 2016 inrättades distriktet Sjögestad, med samma omfattning som församlingen hade 1999/2000.  
Socknen har tillhört samma fögderier och domsagor som Valkebo härad.  De indelta soldaterna tillhörde  Första livgrenadjärregementet, Stångebro kompani, och Andra livgrenadjärregementet, Västanstångs kompani.

## Geografi
Sjögestads socken ligger mellan Mjölby och Linköping kring Svartåns biflöden. Socknen är en slättbygd med skog i söder och väster.

## Fornlämningar

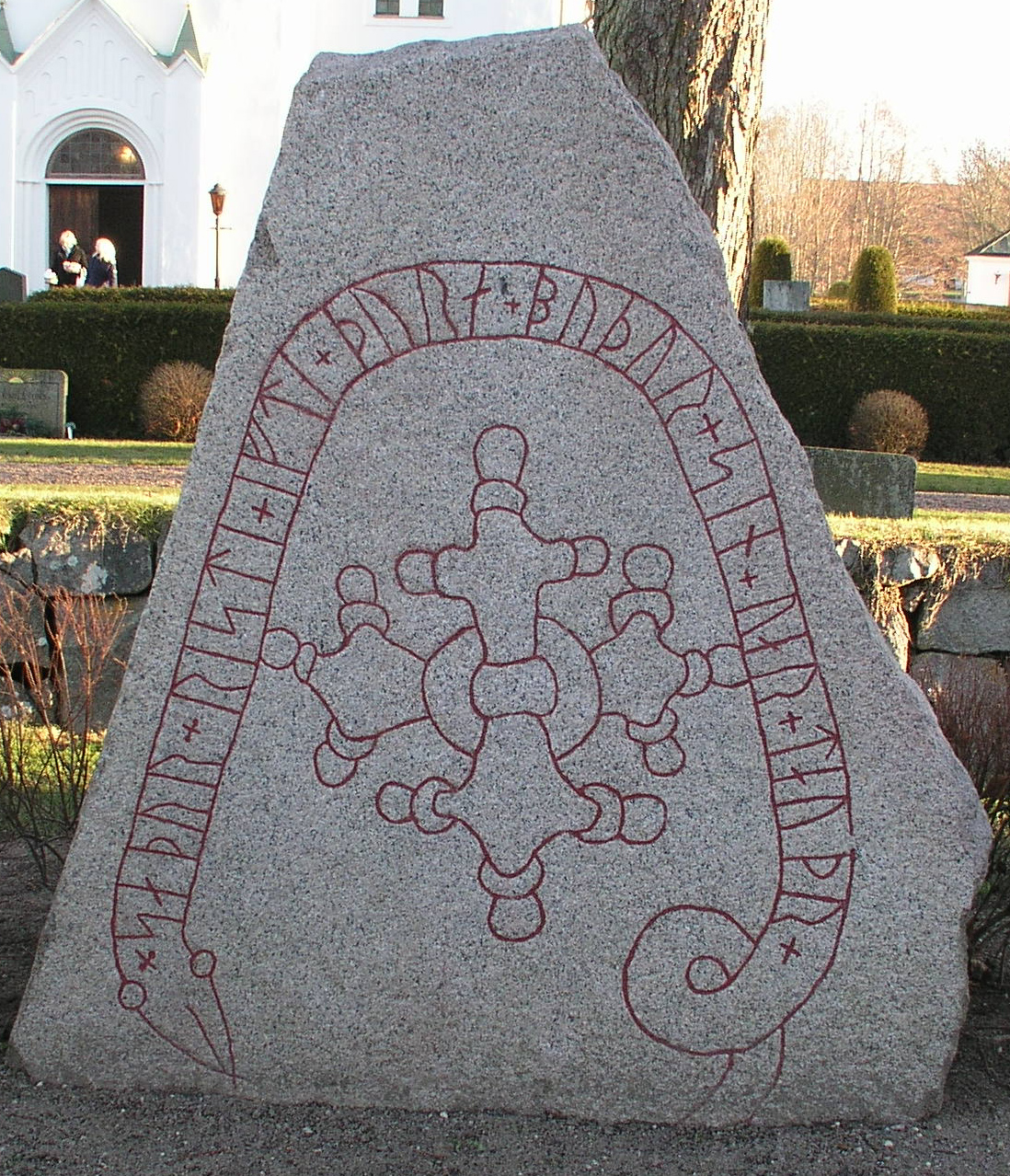
Östergötlands runinskrifter 184

Kända från socknen är åtta gravfält med stensättningar från järnåldern. Fyra runristningar är antecknade.

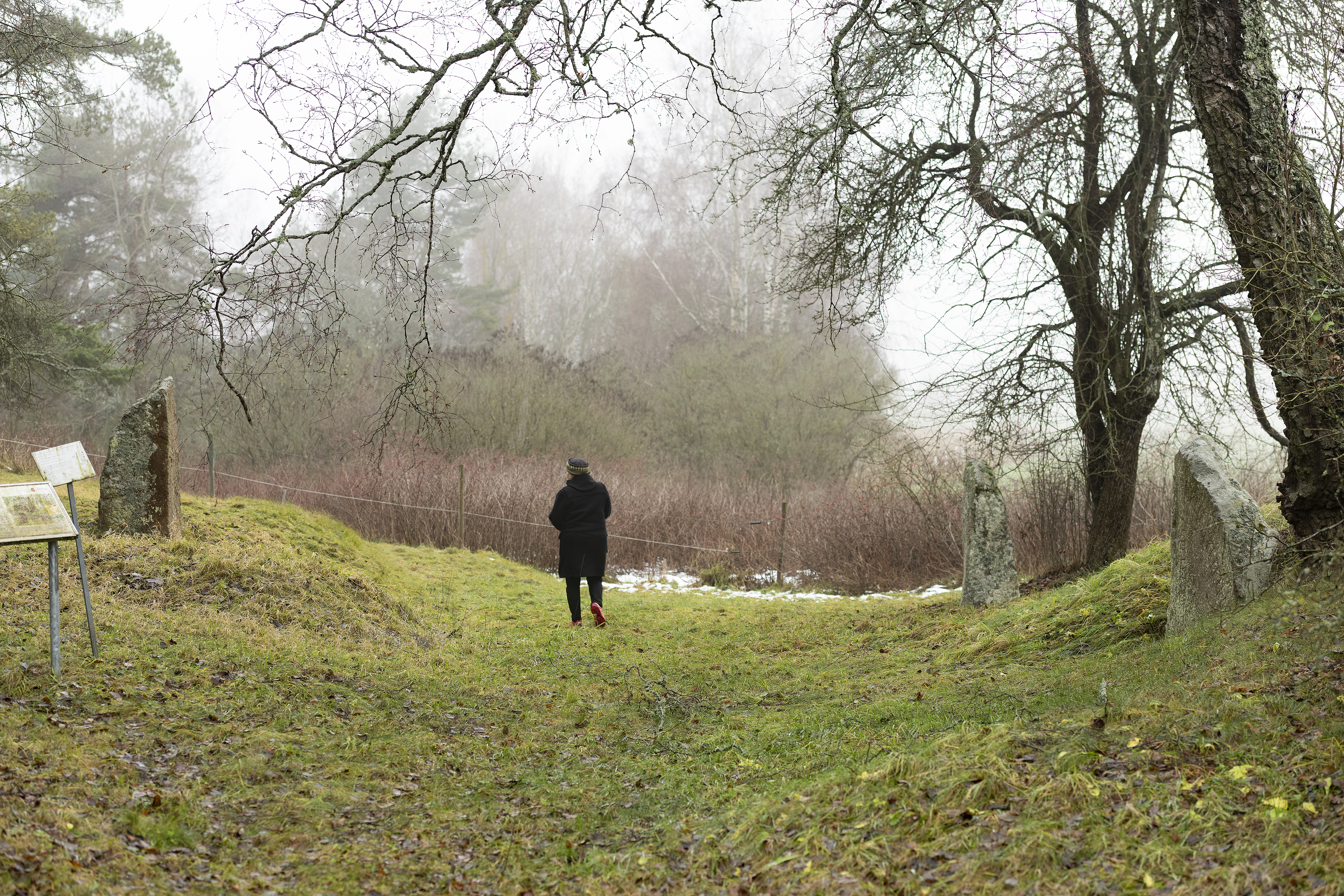
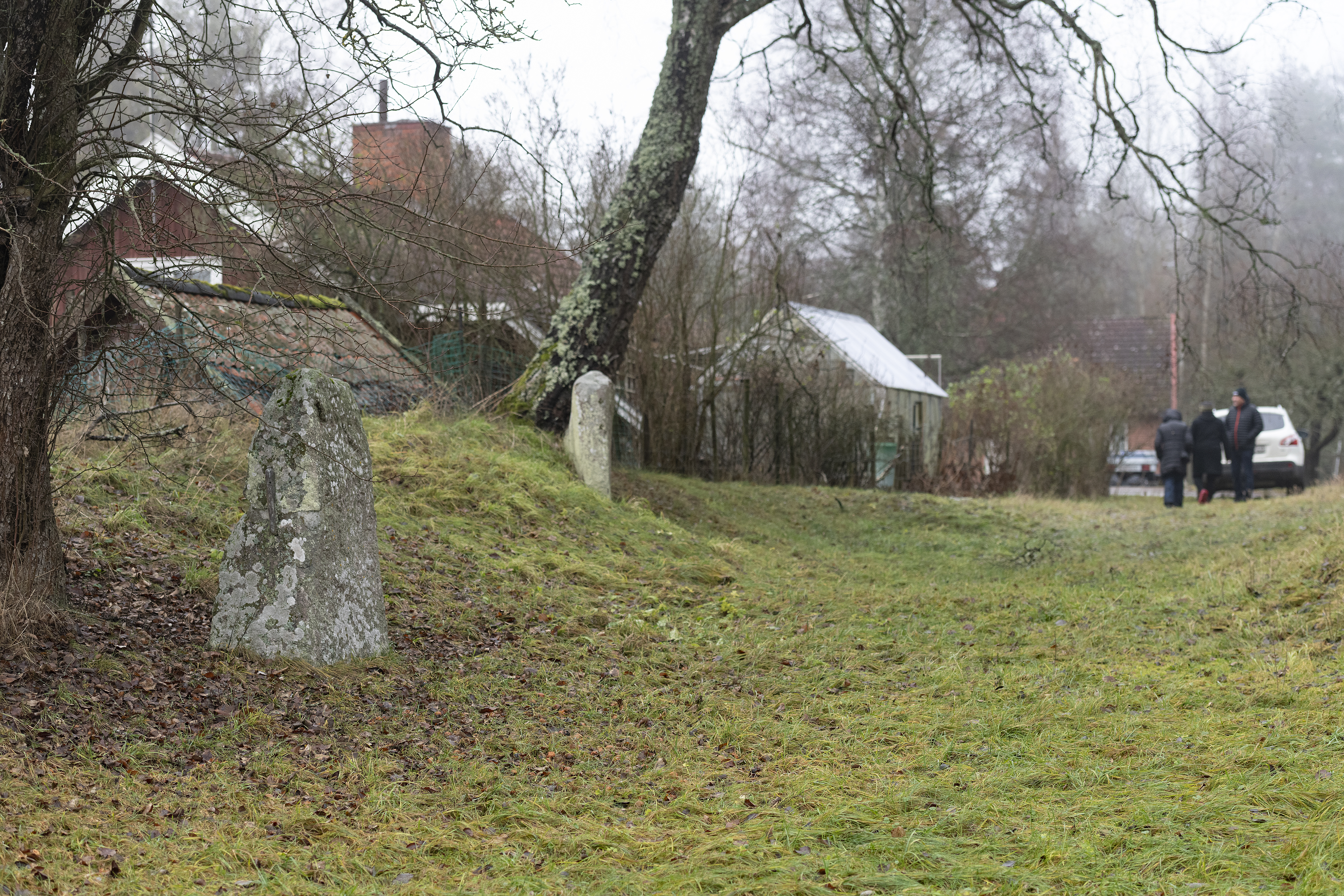
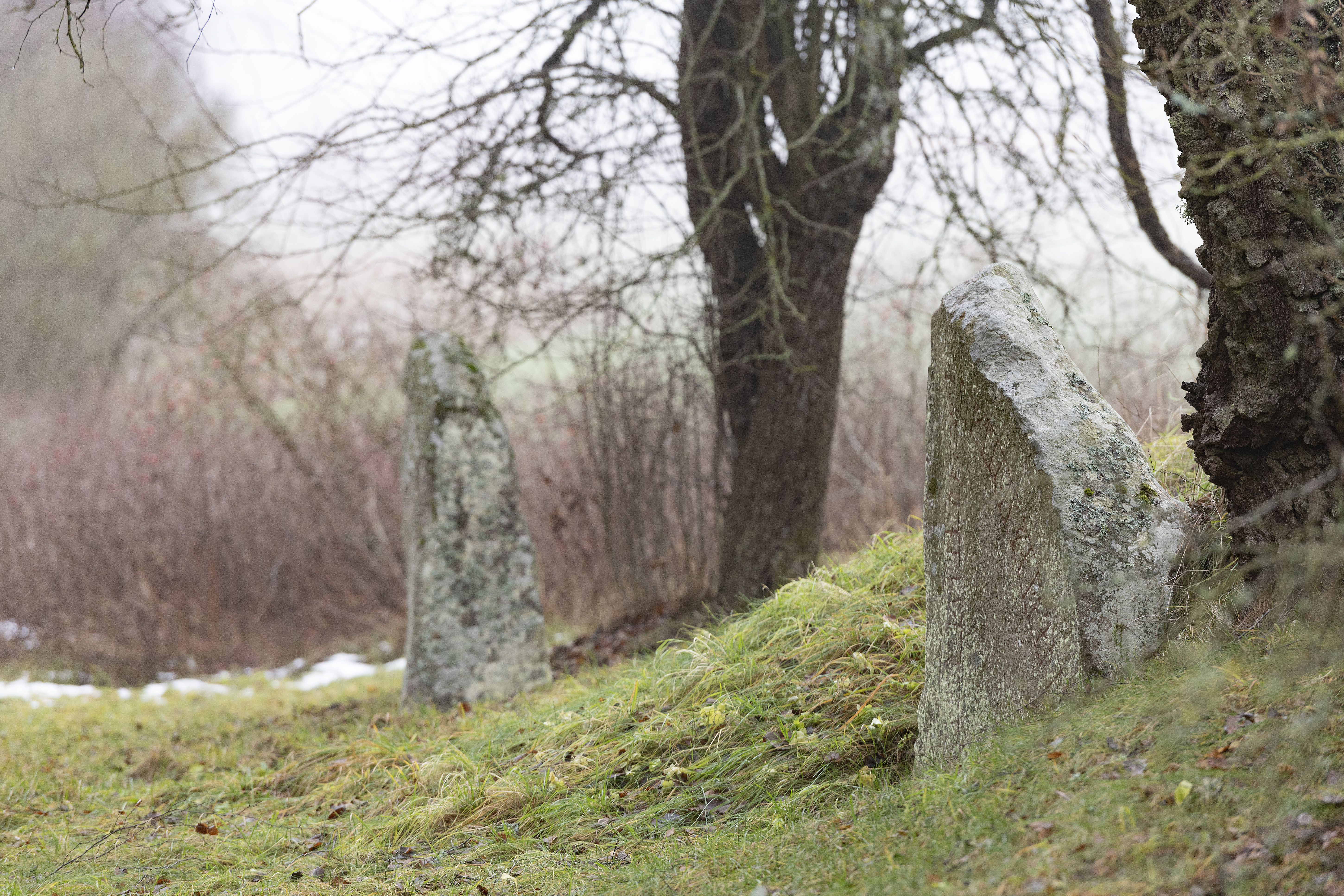
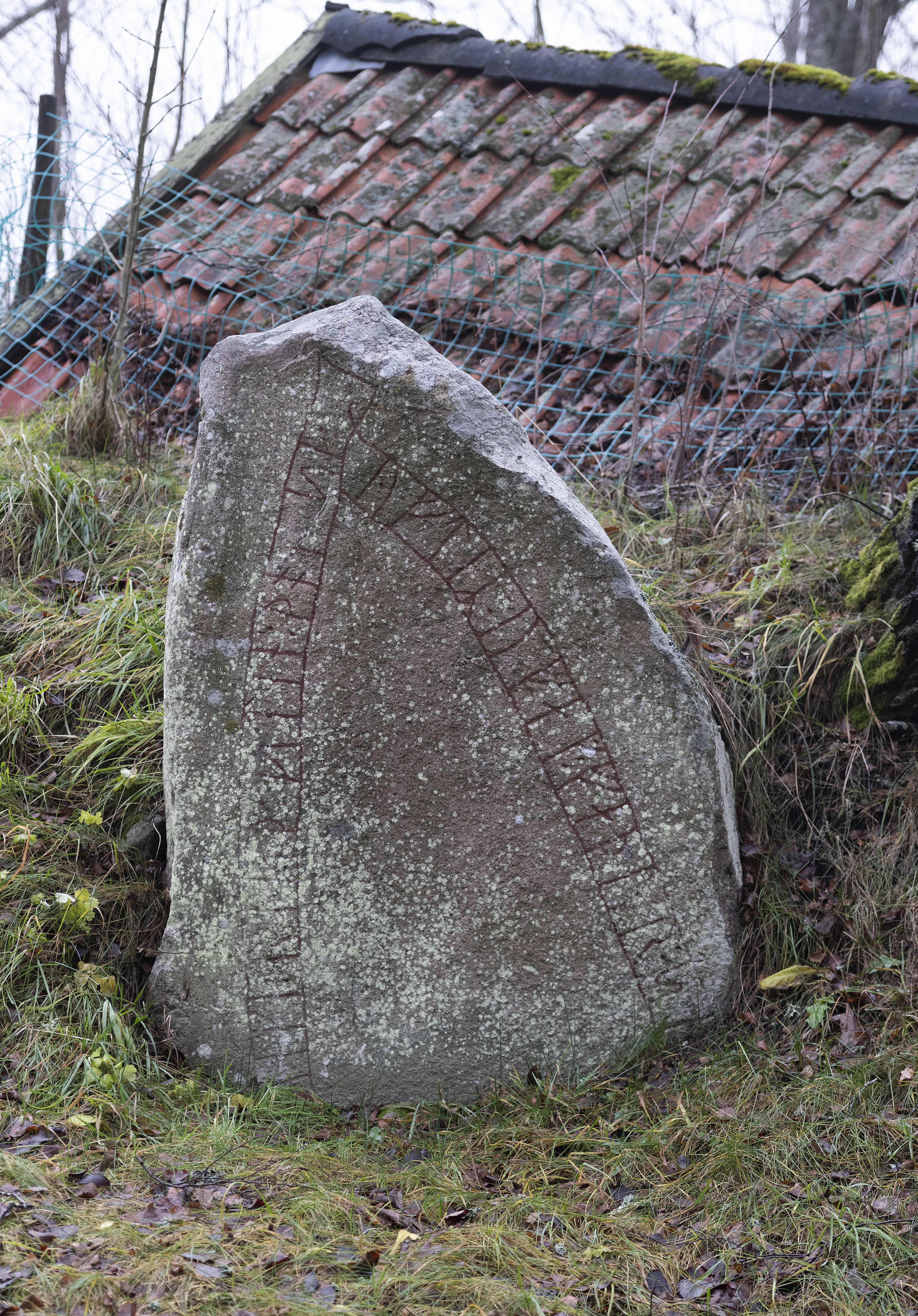
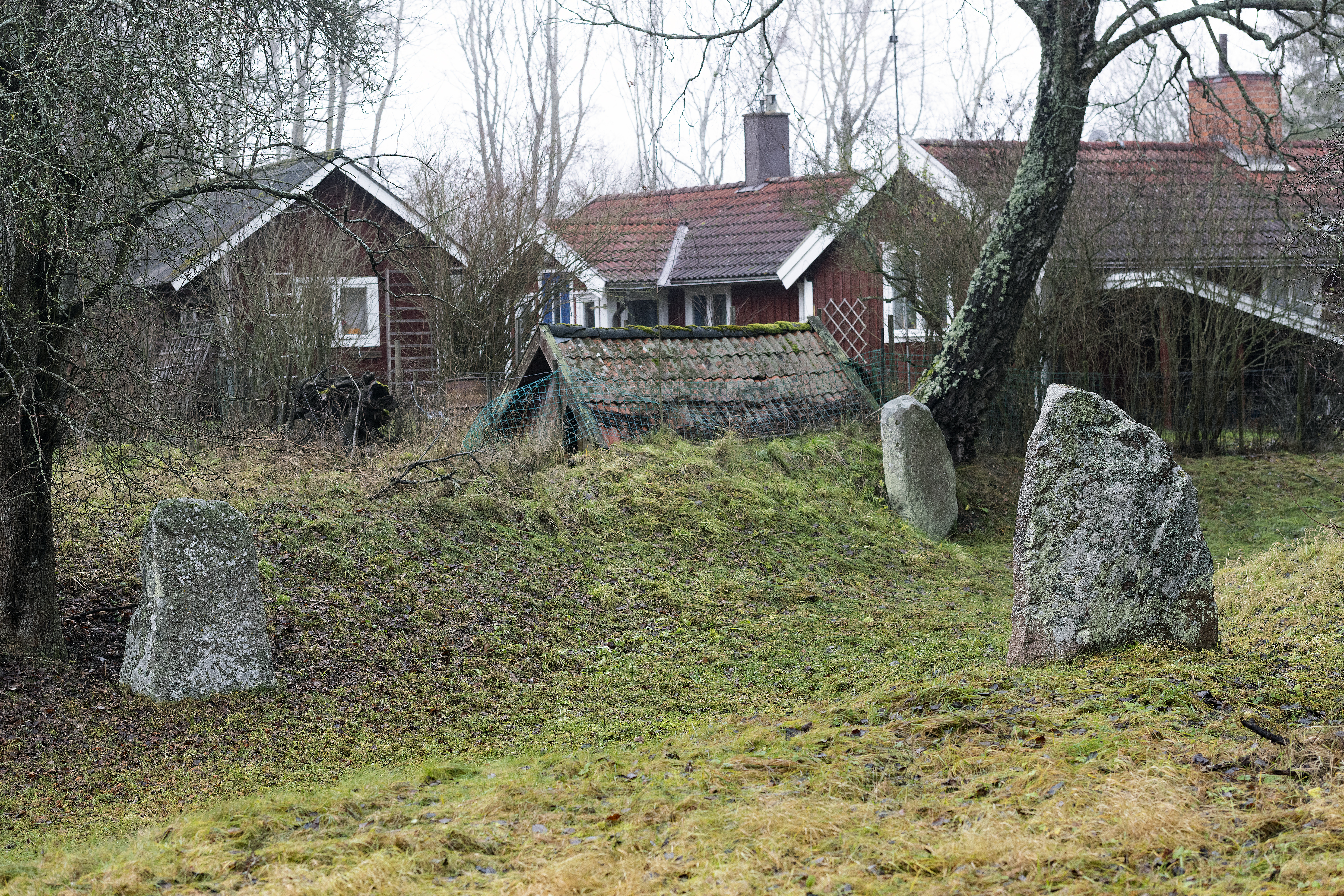
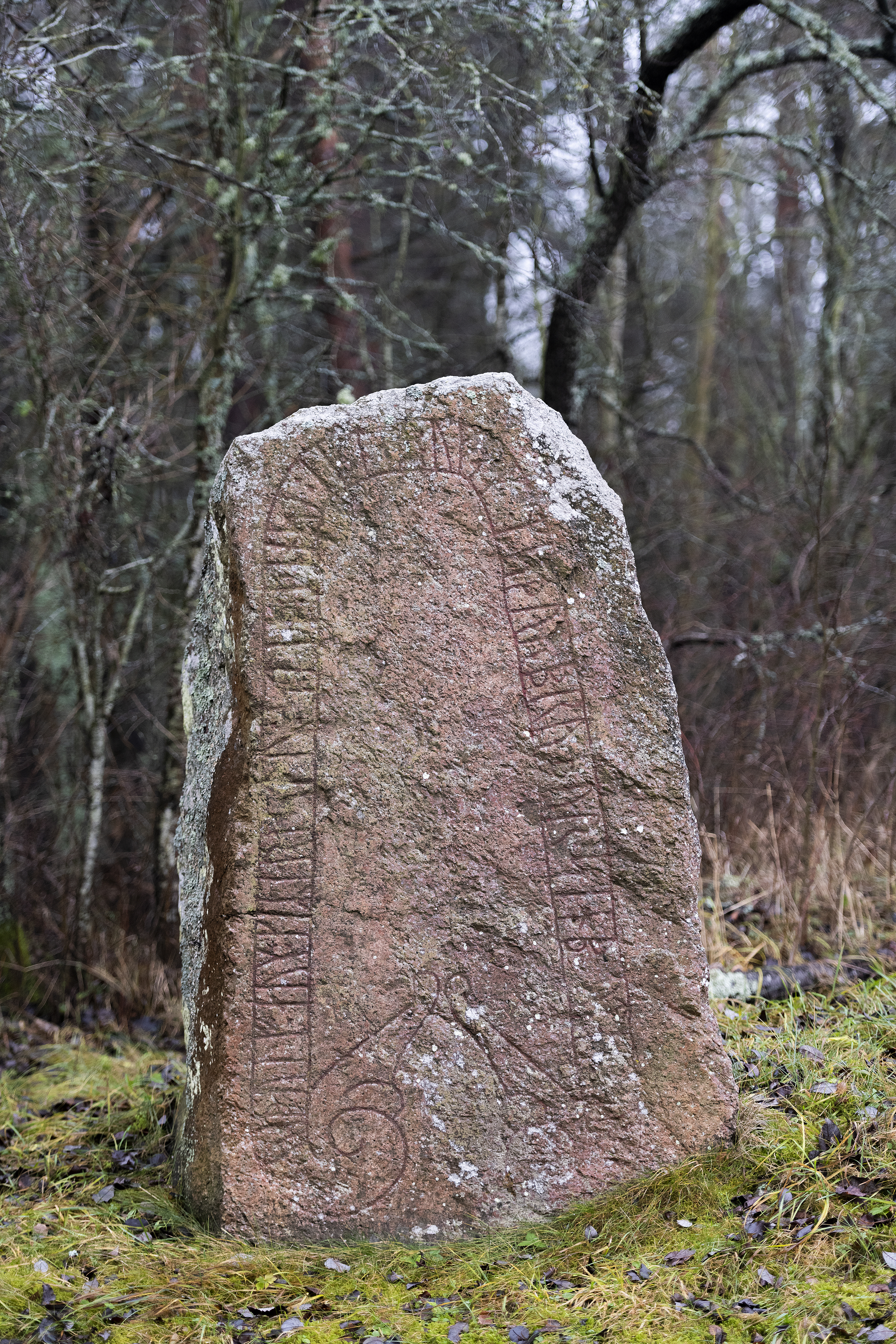
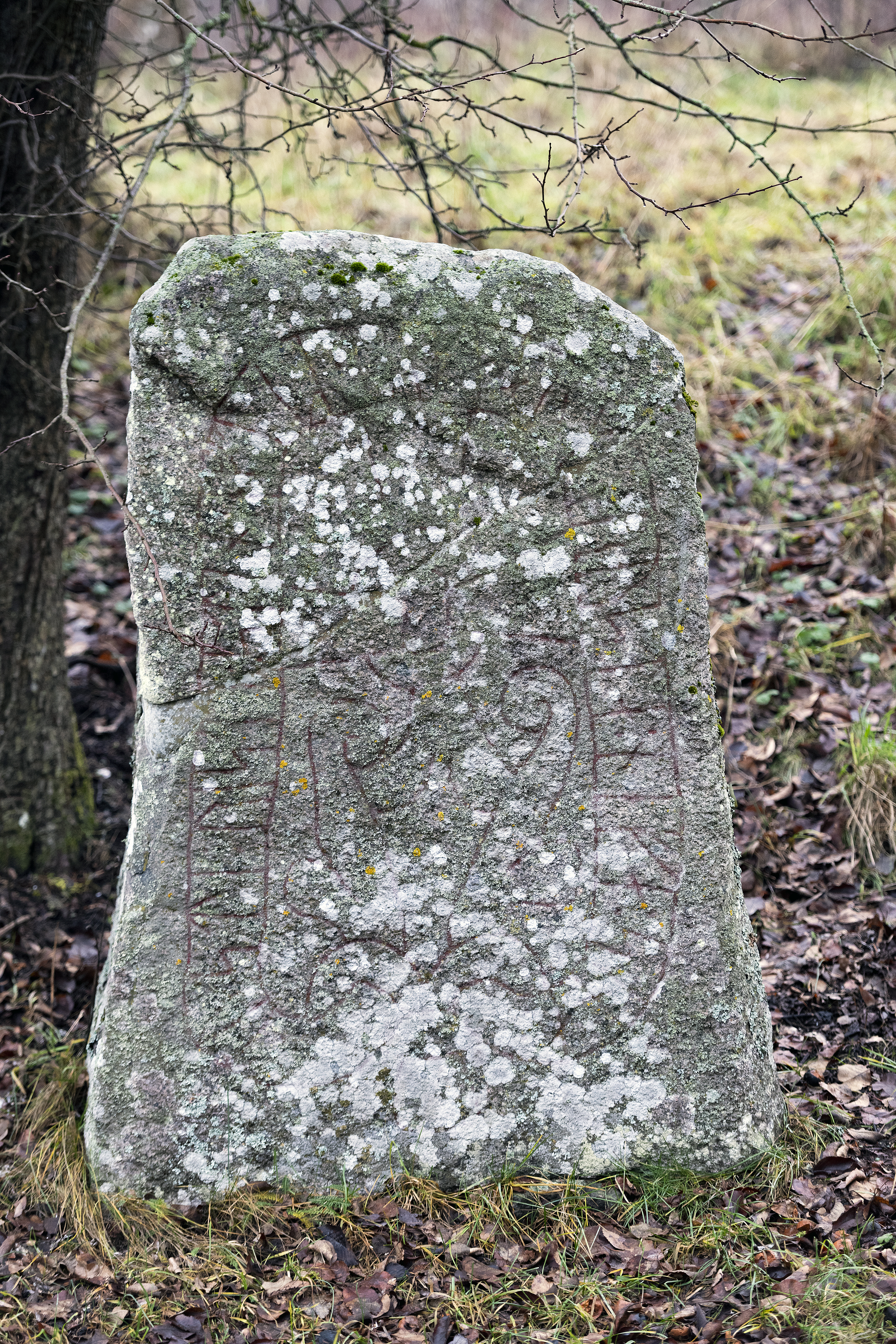

## Namnet
Namnet (1330-talet, Sigwaldstadhe) kommer från kyrkbyn. Förleden är mansnamnet Sigwald. Efterleden är sta(d), 'plats'.

### Fotnoter
1. 1 2  Svensk Uppslagsbok andra upplagan 1947–1955: Sjögestad socken
2. 1 2  Harlén, Hans; Harlén Eivy (2003). Sverige från A till Ö: geografisk-historisk uppslagsbok. Stockholm: Kommentus. Libris 9337075. ISBN 91-7345-139-8
3. ↑  ”Församlingar”. Statistiska centralbyrån. https://www.scb.se/hitta-statistik/regional-statistik-och-kartor/regionala-indelningar/forsamlingar/. Läst 30 december 2022.
4. ↑  Administrativ historik för Sjögestad socken (Klicka på församlingsposten). Källa: Nationella arkivdatabasen, Riksarkivet.
5. 1 2  Sjögren, Otto (1931). Sverige geografisk beskrivning del 2 Östergötlands, Jönköpings, Kronobergs, Kalmar och Gotlands län. Stockholm: Wahlström & Widstrand. Libris 9939
6. 1 2  Nationalencyklopedin
7. ↑  Fornlämningar, Statens historiska museum: Sjögestads socken
8. ↑  Fornminnesregistret, Riksantikvarieämbetet: Sjögestads socken Fornminnen i socknen erhålls på kartan genom att skriva in sockennamn (utan "socken") i "Ange geografiskt område"
9. ↑  Mats Wahlberg, red (2003). Svenskt ortnamnslexikon. Uppsala: Institutet för språk och folkminnen. Libris 8998039. ISBN 91-7229-020-X. https://isof.diva-portal.org/smash/get/diva2:1175717/FULLTEXT02.pdf